# Kittin Lorjanad
Kittin Lorjanad (thailändisch กฤติน หล่อจันอัด, * 10. Mai 1991), auch als Big (thailändisch บิ๊ก) bekannt, ist ein thailändischer Fußballspieler.

## Karriere
Kittin Lorjanad stand von 2011 bis 2014 beim Chamchuri United FC in Bangkok unter Vertrag. Der Verein spielte in der dritten Liga, der damaligen Regional League Division 2. Mit Chamchuri trat er in der Bangkok Region an. 2015 wechselte er zum ebenfalls in der dritten Liga spielenden Khon Kaen United FC. Mit dem Klub aus Khon Kaen spielte er in der North/Eastern Region. Am Ende der Saison feierte er mit Khon Kaen die Meisterschaft der Region. Im Januar 2016 wechselte er in die zweite Liga. Hier schloss er sich bis Mitte des Jahres dem Angthong FC aus Angthong an. Die Rückrunde spielte er in der Hauptstadt Bangkok beim Ligakonkurrenten Bangkok FC. 2017 ging er wieder in die dritte Liga. Hier unterschrieb er einen Vertrag beim Hauptstadtverein MOF Customs United FC an.  Der Erstligist Ubon UMT United FC nahm ihn im Juni 2017 bis Saisonende unter Vertrag. 2018 verpflichtete ihn der Bangkoker Drittligist Kasem Bundit University FC. Mit dem Verein spielte er in der Lower Region. Hier stand er bis Mitte 2020 unter Vertrag. Über die Drittligisten Ubon Kruanapat FC und Khon Kaen Mordindang FC kam er im Sommer nach Suphanburi, wo er einen Vertrag beim Erstligaabsteiger Suphanburi FC unterschrieb. Sein Zweitligadebüt für Suphanburi gab er am 20. August 2022 (2. Spieltag) im Heimspiel gegen den Ayutthaya United FC. Hier wurde er beim 1:1 in der 90.+2 Minute für Prasit Pattanatanawisut eingewechselt. In der Hinrunde bestritt er fünf Ligaspiele. Im Dezember 2022 wurde sein Vertrag nicht verlängert. Im gleichen Monat unterschrieb er einen Vertrag bei seinem ehemaligen Verein Khon Kaen Mordindang. Am Ende der Saison 2024/25 musste er mit dem Verein als Tabellenletzter aus der dritten Liga absteigen.

## Erfolge
Khon Kaen United FC
- Regional League Division 2 – North/East: 2015